# Fundația Bill și Melinda Gates
Fundația Bill și Melinda Gates este o organizație privată finanțată de omul de afaceri Bill Gates și soția acestuia, Melinda Gates.

## Fundația Bill și Melinda Gates în România
Fundația și-a propus să conecteze la internet, în următorii cinci ani, întreaga rețea de biblioteci publice (2.933, la număr) din România.